# كينيث ثورب رووي
كينيث ثورب رووي (بالإنجليزية: Kenneth Thorpe Rowe)‏ هو أكاديمي أمريكي، ولد في 1900، وتوفي في 27 أكتوبر 1988.